# Râul Ume
Ume, (Umeälven) este un râu în Suedia. Își are obârșia în lacul Över-Uman și parcurge o distanță totală de 470 km în direcție NV-SE. 
Râul  curge exclusiv pe teritoriul comitatului Västerbotten iar în drum spre gura de vărsare traversează o serie de lacuri,din amonte spre aval, acestea fiind: Ahasjön, Stor-Laisan, Geavhta, Ajaure, Gardiken, Umnässjön și Storuman. Lacul Storuman este și cel mai extins în termeni de suprafață (171 km 2).
În aval de Umeå, Umeälven se desparte în două brațe (Österfjärden și Västerfjärden), care formează delta prin care cursul de apă se varsă în golful Botnic. Între cele două brațe ale deltei există o serie de insule printre care și Storsandskär, la sud-est de orașul Umeå, Lillsandskär și Tuvan mai în aval și în final Obbola pe care este amplasată localitatea cu aceeași nume.

## Localități de-a lungul râului Ume
Din amonte spre aval, Umeälven traversează localitățile Hemavan, Tärnaby (stațiuni de schi), Storuman, Stensele, Barsele, Lycksele, Vännäs, Vännäsby, Umeå și spre gura de vărsare Holmsund și Obbola.

## Hidroenergie
Ume este amenajat hidroenergetic pe toată lungimea sa, capacitatea maximă de producție o are Hidrocentrala Stornorrfors, localizată la o distanță de circa 15 km NV de Umeå. Construirea facilităților hidroenergetice a împiedicat migrația somonilor. Problema a fost ulterior rezolvată prin construirea de scări care au facilitat acessul liber a peștilor de-a lungul cursului de apă. 

## Protecția naturii

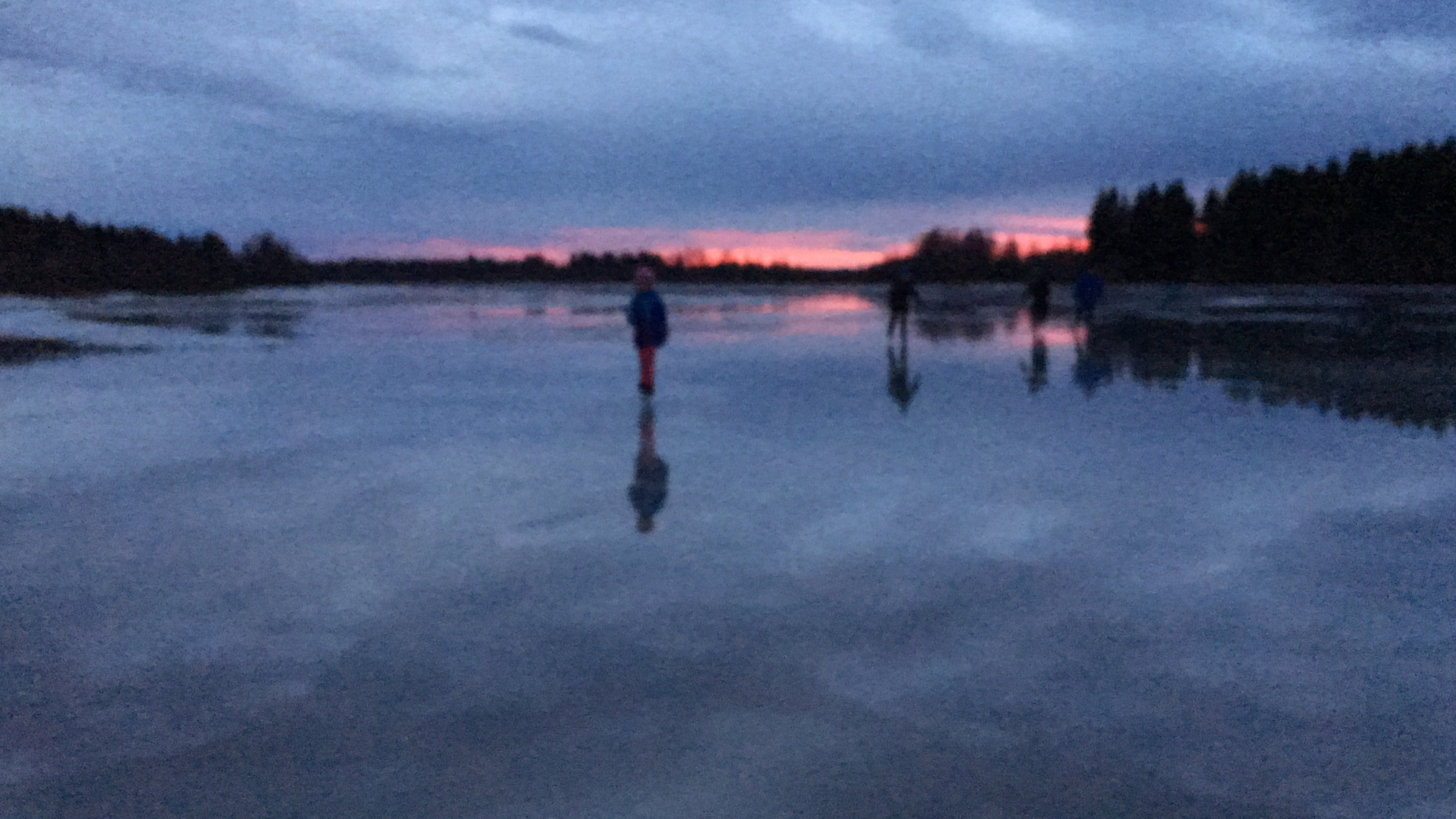
Râul Umeå înghețat pe timp de iarnă

Pe cursul inferior al râului există, începând cu anul 2002 o rezervație naturală înființată cu scopul de a proteja avifauna din zonă. Aceasta poartă numele de Delta Râului Ume și are o suprafață totală de 1892 ha .
1. ↑  Swedish National Water Information Database, accesat în 1 iunie 2020
2. ↑  https://www.lansstyrelsen.se/vasterbotten/besoksmal/naturreservat/umealvens-delta.html?sv.target=12.382c024b1800285d5863a8a9&sv.12.382c024b1800285d5863a8a9.route=/&searchString=&counties=&municipalities=&reserveTypes=&natureTypes=&accessibility=&facilities=&sort=none Biroul de Mediu al Comitatului Västerbotten